# Selfjorden (Senja)
 For alternative betydninger, se Selfjorden. (Se også artikler, som begynder med Selfjorden)
Selfjorden er en fjord på ydersiden, det vil sige vestsiden, af øen Senja i Troms og Finnmark fylke  i Norge. Kommunegrænsen mellem Torsken og Tranøy går hele vejen gennem fjorden. Selfjorden er 15 kilometer lang og har indløb fra Andfjorden, som skiller de nævnte senjakommuner fra Andøy i Nordland. Yderst i Selfjorden ligger Åbergneset og øgruppen Svellingan i nord (Torsken) og Dovneset i syd (Tranøy). Lige indenfor indløbet ligger øgruppen Hallvardsøyan.
Omtrent midtvejs langs fjordens nordside ligger bygden Flakstadvåg (40 indb.), som har forbindelse med Sifjord og resten af Torsken kommune via Fylkesvej 243 (Troms). Øst for Flakstadvåg runder fjorden Salbergneset og på sydsiden Lomsneset, og fortsætter ind i fjordens inderste del, Indre Selfjorden.
I Tranøy kommune, det vil sige langs sydsiden, forgrener Selfjorden sig i Blyfjorden yderst, og Bunkefjorden længere inde. Ved Bunkefjorden ligger fiskeværet Rødsand (75 indb.). Fra Rødsand går Fylkesvej 224 (Troms), som knytter stedet til Å og resten af Syd-Senja.